# Pianoconcert nr. 3 (Saint-Saëns)
Het Pianoconcert nr. 3 in Es majeur, opus 29 is een compositie van de Franse componist Camille Saint-Saëns geschreven in 1869.
Het pianoconcert bestaat uit drie delen:
1. Moderato - più mosso (allegro maestoso)
2. Andante
3. Allegro non troppo

## Geschiedenis
Saint-Saëns droeg dit werk op aan de pianiste Elie-Myriam Delaborde. Van Saint-Saëns' vijf pianoconcerten volgt deze het meest de klassieke Weense concertvorm. Kort na voltooiing gaf Saint-Saëns de première in het Leipzig Gewandhaus. Critici schaarden Saint-Saëns tussen de meer progressieve componisten van die tijd als Liszt, Berlioz en Wagner voor wie toen nog weinig lovende woorden te over waren. In Parijs gooide zijn derde pianoconcert evenmin hoge ogen. Het duurde tien jaar voordat het werk aan populariteit inwon. Het werk bleef echter in de schaduw van Saint-Saëns' populairdere tweede pianoconcert

## Het pianoconcert
Saint-Saëns gaf zelf eens te kennen dat de opening van het concert was beïnvloed door het geluid van een stromende rivier. Golvende passages van de piano begeleiden de aankondiging van het hoofdthema door het orkest. Het Moderato - più mosso (allegro maestoso) is overduidelijk in verschillende passages verdeeld. Na de opening volgt een lyrische ontwikkeling van thema 's. Na een flamboyante cadenza volgt een tweede thema uit het più mosso gespeeld door het orkest. Het eerste deel wordt afgesloten met een conflict tussen orkest en piano.
Het Andante begint met chromatische akkoorden welke niet zo goed vielen bij de bezoekers van de première. Het tweede deel is veel lieflijker dan de andere twee delen. De openingsakkoorden voeren tot een hymneachtig thema voor de strijkers, welke later wordt gedeeld met de houtblazers en de piano. Een contrasterend thema volgt voor de strijkers en piano. Zonder pauze rolt de finale van het tweede deel over in het derde.
Het derde deel is zeer levendig. De piano gaat het hele klavier over in een opbouwend thema. Dit thema lost op in een lyrisch tweede thema. Saint-Saëns herhaalt het voorgaande, maar werkt het nog wat uit. Een herhaling volgt. In het Allegro non troppo zijn zelfs muzikale verwijzingen opgenomen naar papegaaien en kaketoes. Deze vogels werden namelijk gehouden door Delaborde, aan wie het concert was opgedragen.